# Vůdce Liberální strany Kanady
Vůdce Liberální strany Kanady (anglicky Leader of the Liberal Party of Canada, francouzsky Chef du Parti libéral du Canada) je nevyšší stranická funkce Liberální strany Kanady. Vůdce stojící v čele strany je volen na volebním sjezdu.

## Seznam vůdců
| Obrázek | Osoba                       | Od   | Do        | Poznámky              |
| ------- | --------------------------- | ---- | --------- | --------------------- |
|         | George Brown                | 1861 | 1867      | první vůdce (dočasný) |
|         | Edward Blake                | 1869 | 1870      | (dočasný)             |
|         | Alexander Mackenzie         | 1873 | 1880      | 2. premiér Kanady     |
|         | Edward Blake                | 1880 | 1887      |                       |
|         | Wilfrid Laurier             | 1887 | 1919      | 7. premiér Kanady     |
|         | William Lyon Mackenzie King | 1919 | 1948      | 10. premiér Kanady    |
|         | Louis Saint-Laurent         | 1948 | 1958      | 12. premiér Kanady    |
|         | Lester B. Pearson           | 1958 | 1968      | 14. premiér Kanady    |
|         | Pierre Trudeau              | 1968 | 1984      | 15. premiér Kanady    |
|         | John Turner                 | 1984 | 1990      | 17. premiér Kanady    |
|         | Jean Chrétien               | 1990 | 2003      | 20. premiér Kanady    |
|         | Paul Martin                 | 2003 | 2006      | 21. premiér Kanady    |
|         | Bill Graham                 | 2006 | 2006      | (dočasný)             |
|         | Stéphane Dion               | 2006 | 2008      |                       |
|         | Michael Ignatieff           | 2008 | 2011      |                       |
|         | Bob Rae                     | 2011 | 2013      | (dočasný)             |
|         | Justin Trudeau              | 2013 | 2025      | 23. premiér Kanady    |
|         | Mark Carney                 | 2025 | úřadující | 24. premiér Kanady    |